# Třída Holzinger
Třída Holzinger (jinak též třída Aquila) je třída oceánských hlídkových lodí mexického námořnictva. Jedná se o zvětšenou verzi plavidel třídy Uribe.

## Stavba
Původně byla plánována stavba devíti jednotek této třídy, ale později byl jejich počet snížen na čtyři. Plavidla postavily mexické loděnice Salina Cruz Naval SY v Salina Cruz a Tampico Naval SY v Tamanlipas.
Jednotky třídy Holzinger:
| Jméno                                  | Spuštěna | Vstup do služby    | Poznámka |
| -------------------------------------- | -------- | ------------------ | -------- |
| Sebastian Jose Holzinger (P 131)       | 1988     | 23. listopadu 1991 | aktivní  |
| Blaz Godinez (P 132)                   | 1988     | 21. dubna 1992     | aktivní  |
| Jose Maria de la Vega Gonzalez (P 133) | 1992     | 6. března 1994     | aktivní  |
| Gral Felipe Berriozabal (P 134)        | 1991     | 5. května 1993     | aktivní  |

## Konstrukce
Plavidla nesou dva navigační radary SPS-64(V)6. Výzbroj tvoří dva 20mm kanóny Bofors. Na zádi se nachází přistávací plocha pro vrtulník. Pohonný systém tvoří dva diesely MTU 20V 956 TB92 o celkovém výkonu 13 320 bhp. Lodní šrouby jsou dva. Nejvyšší rychlost dosahuje 22 uzlů.